# Maladera kawaharai
Maladera kawaharai är en skalbaggsart som beskrevs av Kobayashi 2010. Maladera kawaharai ingår i släktet Maladera och familjen Melolonthidae. Inga underarter finns listade i Catalogue of Life.